# Procoryphus straeleni
Procoryphus straeleni is een hooiwagen uit de familie Assamiidae.